# Gottfried Gröbel
Gottfried Gröbel (Lebensdaten unbekannt) war ein österreichischer Fußballspieler.

## Karriere
Gröbel gehörte dem First Vienna FC an, für den er als Mittelfeldspieler von 1942 bis 1944 in der Sportbereichsklasse Donau-Alpenland, in einer von 17, später auf 23 aufgestockten Gauligen zur Zeit des Nationalsozialismus als einheitlich höchste Spielklasse im Deutschen Reich seit dem Anschluss Österreichs, Punktspiele bestritt.
Während seiner Vereinszugehörigkeit gewann er zweimal die Gaumeisterschaft und nahm infolgedessen auch zweimal an der Endrunde um die Deutsche Meisterschaft teil. Sein Debüt gab er am 2. Mai 1943 im Wiener Praterstadion beim 5:2-Erstrunden-Sieg über den MSV Brünn. Sein zweites Endrundenspiel war das am 13. Juni ausgetragene Halbfinale, das mit 1:2 gegen den FV Saarbrücken verloren wurde. In der Folgesaison kam er abermals in zwei Spielen zum Einsatz. Am 7. Mai 1944 im Praterstadion beim 5:0-Sieg über den STC Hirschberg und am 21. Mai bei der 2:3-Viertelfinal-Niederlage gegen den Dresdner SC, dem späteren Deutschen Meister.
Im Wettbewerb um den Tschammerpokal bestritt er 1943 vier Spiele. Sein Debüt gab er am 22. August 1943 beim 14:0-Erstrunden-Sieg über die NSTG Brüx. Danach bestritt er das am 19. September mit 6:5 gewonnene Achtelfinale gegen die Breslauer SpVgg 02, das am 17. Oktober mit 6:2 gewonnene Viertelfinale gegen den FC Schalke 04, bevor mit seiner Mannschaft das Finale erreichte. Das am 18. Juni 1944 im Berliner Olympiastadion vor 70.000 Zuschauern gegen den Luftwaffen-Sportverein Hamburg ausgetragene Finale wurde mit 3:2 nach Verlängerung gewonnen. Rudolf Noack, sein Mitspieler, erzielte zwei Tore, darunter den Siegtreffer in der 113. Minute.

## Erfolge
- Gaumeister Donau-Alpenland 1943, 1944
- Tschammerpokal-Sieger 1943